# The Man Who Laughs
The Man Who Laughs és una pel·lícula muda dirigida per Paul Leni i protagonitzada per Conrad Veidt i Mary Philbin. Basada en la novel·la homònima de Victor Hugo, es va estrenar el 4 de novembre de 1928. La pel·lícula va tenir influència important en posteriors pel·lícules de terror i va ser la font d’inspiració per a la caracterització del personatge del Joker, gran enemic de Batman.

## Argument
El pare de Gwynplaine és un dels enemics polítics del rei Jaume II d’Anglaterra i quan un dia es nega a besar la mà del monarca aquest decideix fer que una banda, els comprachicos, liderada pel Dr. Hardquanonne, segresti el noi i que li siguin deformats quirúrgicament els trets facials i així vendre’l com a monstre de fira. Com a resultat de l’operació, el noi presenta sempre un somriure forçat. Gwynplaine es abandonat en mig de la neu i es troba amb el cadàver d’una mare que sosté un nadó encara viu però que és cec. El noi rescata el nadó, que és una nena i es dirà Dea. Gwynplaine i Dea són recollits per Ursus en la seva carreta i amb el temps s’acaba convertint en una atracció com el pallasso “L’home que riu”. Tot i la cara de Gwynplaine Dea l'estima i no oblida que és el seu salvador però un dia ell descobreix que és l'hereu d'un noble. Barkilphedro, que és el bufó de la reina Anna, descobreix la reclamació del títol de Gwynplaine i ho explica a la reina. Aquesta, veient l'oportunitat de dona una lliçó a la seva germanastra, la duquessa Josiana, fa que es siguin restituïts els bens i el títol a Gwynplaine i decreta que es casi amb Josiana. Gwynplaine, que està encara enamorat de Dea, renuncia al seu títol, desafia Josiana i segueix a Dea i Ursus, que han estat desterrats d'Anglaterra. En la seva fugida, Gwynplaine és perseguit pels soldats de la reina i Barkilphedro. Aconsegueix escapar il·lès i troba la Dea just quan el vaixell està a punt de salpar.

## Repartiment
- Conrad Veidt (Gwynplaine)
- Mary Philbin (Dea)
- Brandon Hurst (Barkilphedro)
- Julius Molnar, Jr. (Gwynplaine de nen)
- Olga Baclanova (duquessa Josiana)
- Cesare Gravina (Ursus)
- Stuart Holmes (Lord Dirry-Moir)
- Sam De Grasse (Jaume II d’Anglaterra)
- George Siegmann (Dr. Hardquanonne)
- Josephine Crowell (Anna Stuart)
- Charles Puffy (secretari)
- Zimbo el gos (Homo el gos llop)
- Carmen Costello (mare de Dea)
- Nick De Ruiz (Wapentake)
- Louise Emmons (bruixa gitana)
- John George (nan)
- Jack A. Goodrich (clown)
- Lila LaPon (Featured)
- Torben Meyer (espia)
- Joe Murphy (missatger de Hardquanone)
- Edgar Norton (Lord Canceller)
- Frank Puglia (clown)

## Producció
Després de l’èxit de “The Hunchback of Notre-Dame” (1923) interpretada per Lon Chaney, la Universal Studios volia repetir la combinació amb una altra novel·la de Victor Hugo, “L’homme qui rit” (1869) per lo que contractà de nou Chaney com a protagonista. Les dificultats per aconseguir els drets d’autor van fer que el projecte es congelés i posteriorment Chaney abandonà la Universal. Quan més endavant la productora aconseguí la possibilitat d’adaptar la novel·la pensà com a director amb Paul Leni. Leni havia desenvolupat la seva carrera dins de l'expressionisme alemany i havia obtingut un èxit internacional amb “Das Wachsfigurenkabinett” i havia estat contractat per Laemmle l’any anterior per a la producció de la pel·lícula de terror gòtic “The Cat and the Canary” (1927) que va suposar un gran èxit. Per al paper protagonista es seleccionà Conrad Veidt, un actor alemany que ja havia treballat amb el director i que havia destacat en pel·lícules com “El gabinet del Dr. Caligari” o “Das Wachsfigurenkabinett”. L’actor que havia de mostrar sempre un rictus a la boca o tapar-se-la amb un mocador sabé imprimir només amb els ulls totes les emocions que la pel·lícula requeria. La filmació també es va beneficiar del millor director artístic de la Universal, Charles D. Hall La creació del maquillatge per al personatge de Gwynplaine va ser duta a terme per Jack Pierce, que posteriorment crearia el de Frankenstein interpretat per Boris Karloff (1931).
La pel·lícula va ser estrenada en versió muda però la revolució del sonor iniciada amb "El cantant de Jazz" (1927) va fer que poc després la Universal inclogués efectes de so i música basada en la cançó "When Love Comes Stealing" amb el sistema de so Movietone. Amb un cost aproximat d’un milió de dòlars, la pel·lícula no va ser el gran èxit esperat en aquell moment.